# Габлиция
Габли́ция тамусови́дная (лат. Hablitzia tamnoides) — единственный вид монотипного рода Габлиция (Hablitzia) семейства Амарантовые (Amaranthaceae); назван Ф. К. Биберштейном в честь К. И. Габлица, немецко-русского учёного-энциклопедиста.

## Ботаническое описание
Многолетнее травянистое растение. Близкий родственник свёклы (Beta), но, в отличие от неё, габлиция — карабкающееся растение, летом может взбираться на высоту до 3 м и более. 
Листья съедобные, напоминают шпинат.

## Распространение и охрана
Произрастает на Кавказе. Вид внесён в Красную книгу Ставропольского края и Республики Северная Осетия (Алания).